# USA's geografi
USA er, målt efter areal, det tredjestørste land i verden efter Rusland og Canada. USA har også den tredje største befolkning. USA's fastland ligger mellem det nordlige Atlanterhav i øst, det nordlige Stillehav i vest, Mexico og den mexicanske Golf i syd og Canada i nord. Staten Alaska grænser også op til Canada med Stillehavet i syd og Ishavet i nord. Vest for Alaska, tværs over Beringstrædet, er Rusland. Staten Hawaii ligger på et arkipelag i Stillehavet sydvest for det nordamerikanske fastland.
USA har meget varierende terrænforhold, specielt i vest. Løvfældende planter og græsjord er meget fremherskende i øst, hvorefter det går over i prærier, nåleskove og Rocky Mountains i vest, og ørkener i sydvest, samt Pacific Northwest som er præget af et meget fugtigt klima. I den nordøstlige del af landet bor en stor del af befolkningen nær de store søer og østkysten.
På grund af sit varierede terræn og klima (alt fra polarklima til tropisk klima) har USA verdens mest forskelligartede plante- og dyreliv.